# Liste der Baudenkmäler in Lindenberg im Allgäu
Auf dieser Seite sind die Baudenkmäler in der schwäbischen Stadt Lindenberg im Allgäu zusammengestellt. Diese Tabelle ist eine Teilliste der Liste der Baudenkmäler in Bayern. Grundlage ist die Bayerische Denkmalliste, die auf Basis des Bayerischen Denkmalschutzgesetzes vom 1. Oktober 1973 erstmals erstellt wurde und seither durch das Bayerische Landesamt für Denkmalpflege geführt wird. Die folgenden Angaben ersetzen nicht die rechtsverbindliche Auskunft der Denkmalschutzbehörde.

## Baudenkmäler nach Ortsteilen

### Lindenberg
| Lage                                                         | Objekt                                                           | Beschreibung | Akten-Nr.     | Bild                        |
| ------------------------------------------------------------ | ---------------------------------------------------------------- | --- | ------------- | --------------------------- |
| Antoniusplatz 1; Antoniusplatz 5; Nähe Sandstraße (Standort) | Alte katholische Pfarrkirche St. Peter und Paul (Aureliuskirche) | Turm spätmittelalterlich, Chor 17. Jahrhundert, Langhaus im 18. Jahrhundert verlängert und durch Seitenkapellen erweitert, westlicher Abschluss 1821; mit Ausstattung; zugehöriger Alter Friedhof, mit Erweiterungen ab 1887, teilweise ummauert, Friedhofstor Anfang 20. Jahrhundert; Grabdenkmäler des 18. bis 20. Jahrhunderts; Aussegnungshalle, Jugendstil 1911–1912 von Hans Norris. | D-7-76-117-13 | weitere Bilder              |
| Antoniusplatz 3 (Standort)                                   | Ehemaliges Pfarrhaus                                             | Zweigeschossiger Satteldachbau mit giebelseitigem Eingang, im Kern 18. Jahrhundert, Türoberlicht bezeichnet mit 1822. | D-7-76-117-14 | Ehemaliges Pfarrhaus        |
| Goethestraße 3 (Standort)                                    | Neue katholische Stadtpfarrkirche St. Peter und Paul             | Stattlicher Neubarockbau mit Zweiturmfassade und überkuppeltem Chor, 1912–14 von Franz Rank; mit Ausstattung. | D-7-76-117-1  | weitere Bilder              |
| Goethestraße 4 (Standort)                                    | Katholisches Pfarrhaus                                           | Zweigeschossiger neubarocker Mansarddachbau, um 1914 von Franz Rank. | D-7-76-117-2  | Katholisches Pfarrhaus      |
| Hansenweiherstraße 6 (Standort)                              | Ehemaliges Bauernhaus                                            | Traufständiger verschindelter Blockbau mit aufgesteiltem Dach, zweifach traufseitig erschlossen, zum Teil mit Schubflügelfenstern, erstes Drittel 18. Jahrhundert, Dachtragwerk 1868 (dendrochronologisch datiert) erneuert. | D-7-76-117-3  | weitere Bilder              |
| Hauptstraße 11 (Standort)                                    | Villenartiges Wohnhaus                                           | In Jugendstilformen, bezeichnet mit 1905. | D-7-76-117-4  | Villenartiges Wohnhaus      |
| Hauptstraße 55 (Standort)                                    | Wohn- und Geschäftshaus                                          | Neubarocker dreigeschossiger Eckbau mit Erker, um 1900. | D-7-76-117-7  | Wohn- und Geschäftshaus     |
| Hauptstraße 60 (Standort)                                    | Kronebau                                                         | Wohn- und Geschäftshaus, Neurenaissance, um 1900. | D-7-76-117-21 | Kronebau                    |
| Hauptstraße 99 (Standort)                                    | Katholische Marienkapelle                                        | Mit dreiseitigem Schluss, jetzige Form im Wesentlichen nach 1650; mit Ausstattung. | D-7-76-117-8  | Katholische Marienkapelle   |
| Hirschbergstraße 17, 25 (Standort)                           | Bergfriedhof                                                     | 1969–71; in Teilen modellierter Landschaftsgarten auf einem natürlichen Höhenrücken, mit in Bögen geführtem Wegenetz, Grünpflanzungen, stadtseitiger Einfriedung mit Toren, von Ludwig Römer mit Michael Hertel; Aussegnungshalle, bewegter, sich zum Vorplatz sichelförmig öffnender Massivbau mit Holzkonstruktion und überdachtem Freibereich, zusammengefasst von weit ausschwingendem und schindelgedecktem Dach, von Helmut Schöner-Fedrigotti mit Helge Noae; mit Ausstattung; freistehender Glockenturm an höchster Stelle des Höhenzuges, mit offenem Tragwerk und keilförmiger, schindelgedeckter Bedachung, von Helmut Schöner-Fedrigotti mit Helge Noae; Brunnenanlage aus behauenen Steinquadern, Muschelkalk, von Gerhard Johlige | D-7-76-117-27 | Bergfriedhof                |
| Hirschstraße 2 (Standort)                                    | Gasthaus Goldener Hirsch                                         | Giebelständiger Satteldachbau verschindelt, 18./19. Jahrhundert. | D-7-76-117-9  | Gasthaus Goldener Hirsch    |
| Hirschstraße 11 (Standort)                                   | Schulhaus                                                        | Dreigeschossiger Walmdachbau mit Mittelrisalit und Zwerchhaus in spätklassizistischen Stilformen, Ende 19. Jahrhundert. | D-7-76-117-24 | Schulhaus                   |
| Marktstraße 8 (Standort)                                     | Gasthaus zum Löwen                                               | Dreigeschossiger giebelständiger Satteldachbau, im Kern Anfang 18. Jahrhundert. | D-7-76-117-10 | Gasthaus zum Löwen          |
| Nadenberg 17 (Standort)                                      | Nadenbergkapelle St. Martin                                      | Dreikonchenanlage, 1910 von Hans Noris; mit Ausstattung. | D-7-76-117-11 | Nadenbergkapelle St. Martin |
| Sedanstraße 3 (Standort)                                     | Wohnhaus                                                         | Zweigeschossiger Satteldachbau mit Hochkeller und Zwerchhaus, verschindelt, Ende 19. Jahrhundert. | D-7-76-117-22 | Wohnhaus                    |
| Sonnenstraße 9 (Standort)                                    | Ehemalige Hutfabrik Reich                                        | Mächtiger, viergeschossiger Satteldachbau zu elf Fensterachsen mit südwestlich anschließendem ehemaligem Kesselhaus und Kamin, 1923 nach Plänen von Philipp Jakob Manz errichtet. | D-7-76-117-25 | Ehemalige Hutfabrik Reich   |
| Stadtplatz 1 (Standort)                                      | Rathaus                                                          | Zweigeschossiger Bau mit neugotischen und Neurenaissance-Formen, Ende 19. Jahrhundert. | D-7-76-117-12 | weitere Bilder              |

### Goßholz
| Lage                  | Objekt                                     | Beschreibung                                           | Akten-Nr.     | Bild                |
| --------------------- | ------------------------------------------ | ------------------------------------------------------ | ------------- | ------------------- |
| Goßholz 13 (Standort) | Keller mit Tonnengewölben auf Freipfeilern | Im Fußboden Sandsteinplatten des 17./18. Jahrhunderts. | D-7-76-117-16 | BW                  |
| Goßholz 44 (Standort) | Katholische Kapelle                        | Holzbau, errichtet 1921; mit Ausstattung.              | D-7-76-117-17 | Katholische Kapelle |

### Ratzenberg
| Lage                       | Objekt                                   | Beschreibung | Akten-Nr.     | Bild           |
| -------------------------- | ---------------------------------------- | --- | ------------- | -------------- |
| Flur Ratzenberg (Standort) | Gedenkstein auf dem Burgstall Ratzenberg | Bezeichnet mit 1937. Auf Burg Ratzenberg wurde 1501 Matthäus Ratzenberger geboren, der Arzt und Reformator, Freund Luthers und anfangs auch Melanchthons sowie Leibarzt mehrerer reformatorisch orientierter Fürsten. | D-7-76-117-19 | weitere Bilder |
| Flur Ratzenberg (Standort) | Katholische Ölbergkapelle Ratzenberg     | Rechteckbau mit halbrundem Schluss, 1800; mit Ausstattung. | D-7-76-117-18 | weitere Bilder |

### Ried
| Lage              | Objekt     | Beschreibung                                               | Akten-Nr.     | Bild       |
| ----------------- | ---------- | ---------------------------------------------------------- | ------------- | ---------- |
| Ried 7 (Standort) | Bauernhaus | Zweigeschossiger verschindelter Blockbau, 18. Jahrhundert. | D-7-76-117-20 | Bauernhaus |

## Ehemalige Baudenkmäler
In diesem Abschnitt sind Objekte aufgeführt, die früher einmal in der Denkmalliste eingetragen waren, jetzt aber nicht mehr. Objekte, die in anderem Zusammenhang also z. B. als Teil eines Baudenkmals weiter eingetragen sind, sollen hier nicht aufgeführt werden. Aktennummern in diesem Abschnitt sind ehemalige, jetzt nicht mehr gültige Aktennummern.

| Lage                                  | Objekt                                           | Beschreibung    | Akten-Nr.     | Bild                                             |
| ------------------------------------- | ------------------------------------------------ | --------------- | ------------- | ------------------------------------------------ |
| Lindenberg Hirschstraße 16 (Standort) | Gewölbekeller des Bräuhauses und Korbbogenportal | 18. Jahrhundert | D-7-76-117-15 | Gewölbekeller des Bräuhauses und Korbbogenportal |